# Rumbledethumps

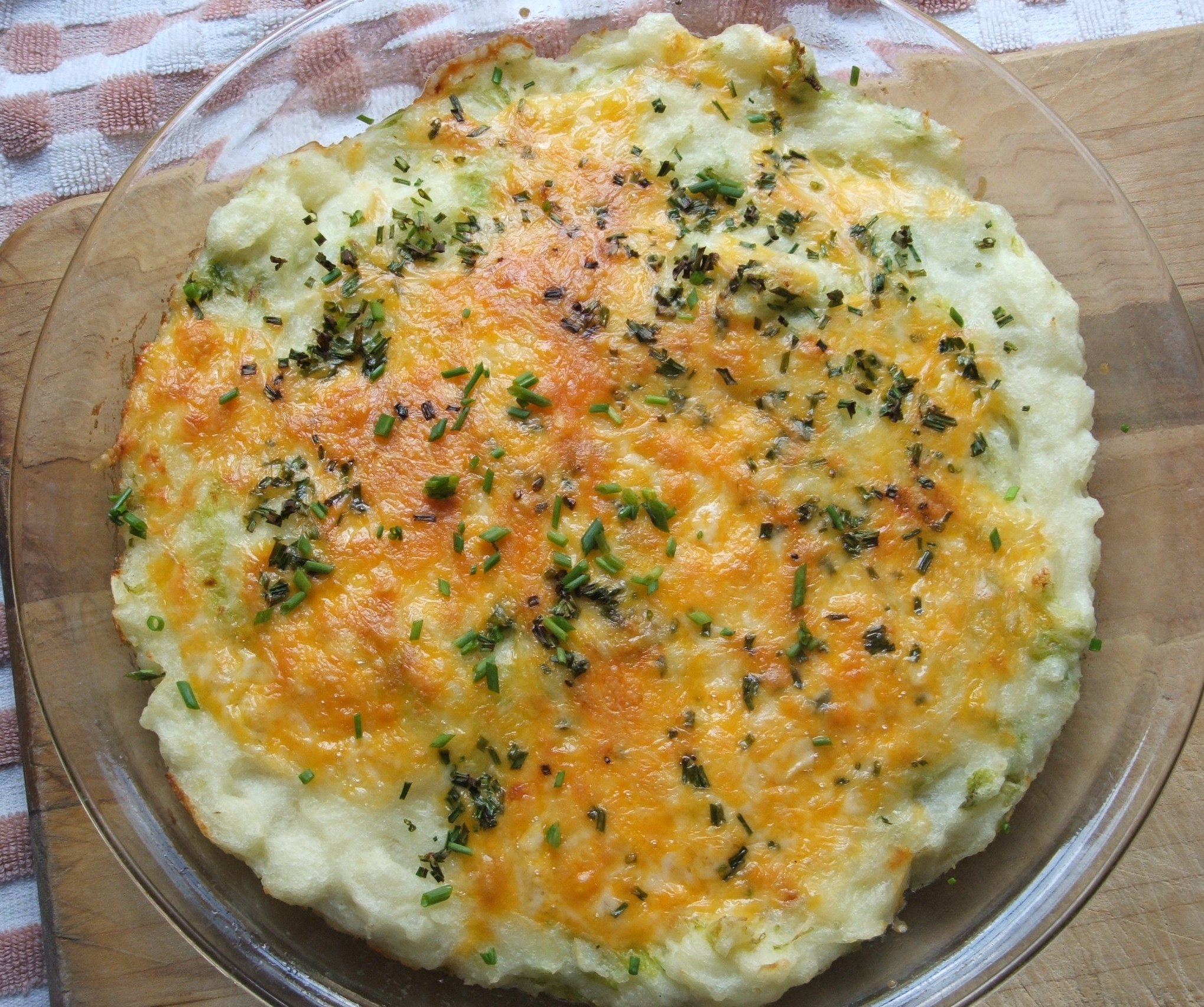
Rumbledethumps recién sacado del horno.

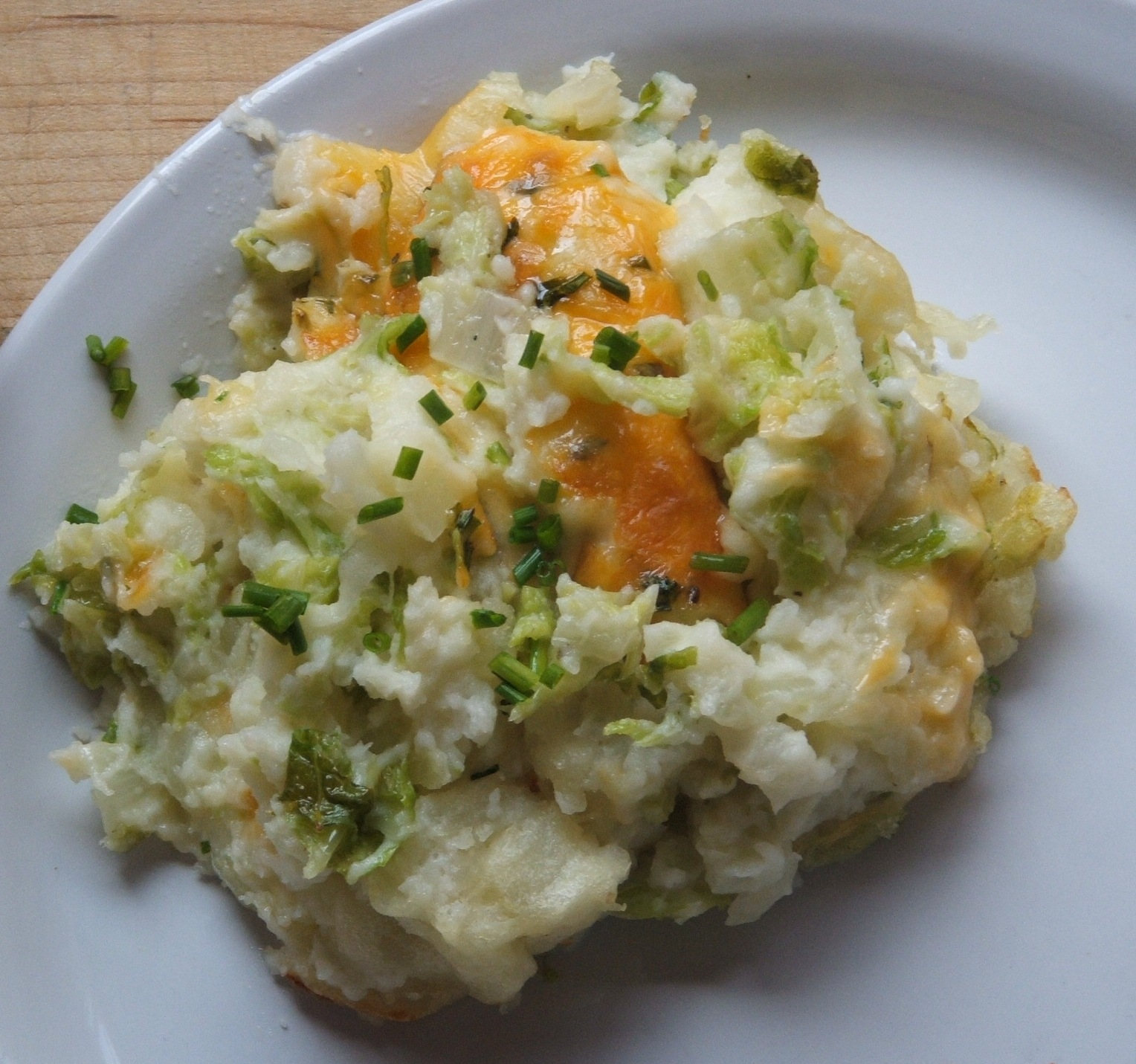
Un ración de rumbledethumps.

El rumbledethumps es un plato tradicional de los Borders escoceses, cuyos ingredientes principales son la patata, el repollo y la cebolla. Parecido al colcannon irlandés y el bubble and squeak inglés, se sirve como acompañamiento de un plato principal o solo.
Para elaborarlo pueden usarse las sobras de un Sunday roast, pero para hacer rumbledethumps fresco hay que saltear ligeramente la cebolla y el repollo picados en mantequilla hasta que la primera está transparente y el segundo mustio, añadiendo entonces patatas machacadas con mantequilla, sal y pimienta. Tras mezclar bien, se pone en un recipiente apto para horno y se cubre con queso cheddar o similar, al gusto. Entonces se hornea hasta que queda dorado por arriba.
Una alternativa de Aberdeenshire se llama kailkenny y reemplaza la mantequilla de las patatas por nata.
En enero de 2009, Gordon Brown envió una receta de rumbledethumps para un libro de cocina del Donaldson's College, describiéndola como su plato favorito.
El chef Tom Kitchin preparó rumbledethumps como parte de su menú escocés para la 4.ª temporada de la serie televisiva de la BBC Great British Menu en 2009.